# Бєлобородов Опанас Павлантійович
Опана́с Павла́нтійович Бєлоборо́дов (31 січня 1903 — 1 вересня 1990) — радянський військовик, учасник Другої світової війни, генерал армії. Двічі Герой Радянського Союзу. Член ЦК КПРС у 1966—1971 роках. Депутат Верховної Ради СРСР 3-го і 7-го скликань.

## Біографія
Народився 18 (31) січня 1903 року в селі Акініно (тепер Іркутського району Іркутської області) в селянській родині. Росіянин. Член ВКП(б) з 1926 року. Закінчив 3 класи сільської школи.
У 1918 році вступив до партизанського загону Уварова, що діяв на території Іркутської губернії. Наприкінці 1919 року загін з'єднався з частинами Червоної Армії. Був зарахований до 8-го Іркутського стрілецького полку 1-ї Читинської стрілецької дивізії. У 1920 році через хворобу був демобілізований, повернувся в рідне село.
З 1923 року — знову в лавах Червоної Армії. Вступив до Іркутської піхотної школи, а після її розформування у 1924 році — переведений до 11-ї Нижегородської піхотної школи, яку й закінчив у 1926 році.
З 1926 року — командир стрілецького взводу 6-го Хабаровського стрілецького полку в Сибірському військовому окрузі.
У 1929 році закінчив Ленінградські військово-політичні курси імені Ф. Енгельса, призначений політруком стрілецької роти 107-го стрілецького полку 36-ї Забайкальської стрілецької дивізії. Учасник збройного конфлікту на КВЖД. Після загибелі командира роти, перейняв на себе командування ротою, за що нагороджений орденом Червоного Прапора. Залишений на посаді командира роти.
У 1933–1936 роках навчався у Військовій академії імені М. В. Фрунзе.
З листопада 1936 року — помічник начальника, згодом начальник оперативної частини штабу 66-ї стрілецької дивізії на Далекому Сході.
З березня 1939 року — начальник штабу 43-го стрілецького корпусу.
З січня по червень 1941 року — начальник відділу бойової підготовки Далекосхідного фронту.
В липні 1941 року полковник О. П. Бєлобородов призначений командиром 78-ї стрілецької дивізії, яка в жовтні 1941 року прибула на Калінінський фронт і героїчно діяла на істринському напрямку в складі 16-ї армії. За героїзм і вмілі бойові дії під час оборони Москви дивізія в листопаді 1941 року перетворена в 9-ту гвардійську стрілецьку дивізію, а її командиру присвоєно військове звання «генерал-майор».
З жовтня 1942 року — командир 5-го гвардійського стрілецького корпусу.
З серпня 1943 року — командир 2-го гвардійського стрілецького корпусу.
22 лютого 1944 року присвоєно військове звання «генерал-лейтенант».
З 22 травня 1944 року генерал-лейтенант О. П. Бєлобородов — командуючий 43-ю армією. Війська армії в складі 1-го Прибалтійського фронту брали участь у Вітебсько-Оршанській наступальній операції, форсували річку Західна Двина й спільно з 39-ю армією 3-го Білоруського фронту знищили вітебське угруповання ворога.
5 травня 1945 року О. П. Бєлобородову присвоєне військове звання «генерал-полковник».
З червня 1945 року — командувач 1-ю Червонопрапорною армією 1-го Далекосхідного фронту. Брав участь в розгромі японської Квантунської армії. Після визволення Харбіну призначений військовим комендантом і начальником гарнізону міста.
З квітня 1946 року — командувач 5-ї гвардійської армії Центральної групи військ (Австрія).
З 1947 року — командувач 39-ї армії в Порт-Артурі (Китай).
У 1953 році призначений начальником управління бойової підготовки сухопутних військ, того ж року призначений начальником Вищих стрілецько-тактичних курсів удосконалення командного складу «Постріл» імені Б. М. Шапошникова.
З 1954 року — головний військовий радник міністерства національної оборони ЧССР.
З жовтня 1955 року — командувач військами Воронезького військового округу.
З травня 1957 року — начальник Головного управління кадрів Міністерства оборони СРСР.
22 лютого 1963 року присвоєне військове звання «генерал армії». У березні того ж року призначений командувачем військами Московського ВО.
23 жовтня 1966 року потрапив у автомобільну катастрофу, внаслідок чого отримав важкі травми.
З 1968 року — військовий інспектор Групи генеральних інспекторів МО СРСР.
Обирався депутатом Верховної Ради СРСР 3-го та 7-го скликань.
Помер 1 вересня 1990 року в місті Москва. Похований на Меморіальному військовому цвинтарі «Снігурі» (Істринський район, Московська область).

## Нагороди
Указом Президії Верховної Ради СРСР від 22 липня 1944 року за бойові заслуги і вміле командування військами в Вітебській операції генерал-лейтенант Бєлобородов Опанас Павлантійович удостоєний звання Героя Радянського Союзу з врученням ордена Леніна і медалі «Золота Зірка» (№ 4157).
Указом Президії Верховної Ради СРСР від 19 квітня 1945 року за мужність і героїзм, виявлені при штурмі Кенігсбергу, генерал-лейтенант Бєлобородов Опанас Павлантійович нагороджений другою медаллю «Золота Зірка» (№ 5542).
Нагороджений п'ятьма орденами Леніна, орденом Жовтневої Революції, п'ятьма орденами Червоного Прапора, орденами Суворова 1-го та 2-го ступенів, Кутузова 2-го ступеня, Вітчизняної війни 1-го ступеня, «За службу Батьківщині в Збройних Силах СРСР» 3-го ступеня й медалями.
Також нагороджений низкою нагород іноземних держав (Чехословаччина, Югославія, Монголія).
Почесний громадянин міст Іркутськ, Вітебськ, Істра, Красногорськ (Московська область).

## Твори
О. П. Бєлобородов є автором книг спогадів:
- Сквозь огонь и тайгу. — М., 1960.
- Приказ командира — закон для воина. — М., 1969.
- Ратный подвиг. 2-е вид., випр. і доп. — М., 1973.
- Прорыв на Харбин. — М., 1982.
- Всегда в бою. — М., 1984.

## Пам'ять
Бронзове погруддя Героя встановлено в місті Іркутську.
Ім'ям О. П. Бєлобородова названо вулиці в містах Москва, Іркутськ, Калінінград, Вітебськ.
У селі Баклаш Іркутської області створений і існує музей О. П. Бєлобородова, середня школа села носить його ім'я.